# ديان ريستيتش
ديان ريستيتش هو لاعب كرة قدم صربي في مركز الوسط، ولد في 6 مارس 1978 في ياغودينا في صربيا. لعب مع رادنيتشكي نيش.

## وصلات خارجية
- ديان ريستيتش على موقع قاعدة بيانات كرة القدم.إي يو (الإنجليزية)
- ديان ريستيتش على موقع Soccerway.com (الإنجليزية)